# Grottes de Folx-les-Caves
Les grottes de Folx-les-Caves sont des cavités souterraines situées à Folx-les-Caves, sur le territoire de la commune d'Orp-Jauche dans le Brabant wallon (région wallonne), en Belgique. Il ne s’agit pas réellement d’une grotte naturelle, mais d’une carrière souterraine creusée par l’homme.

## Historique
L'époque et l'origine exacte du site ne sont toujours pas connue. Il y a des hypothèses différentes sur l’origine des caves, mais il n’y a pas d’indices qui peuvent prouver une théorie.
Les grottes existaient déjà avant 1606. Un ouvrage daté de cette année, écrit par Jean-Baptiste Gramaye décrit les caverna subterranea.
La plus ancienne inscription dans les caves porte la date de 1771.
Deux roches différentes y ont été exploitées, un tuffeau friable riche en carbonate de calcium a été utilisé au moins depuis le Moyen Âge pour l'amendement des terres agricoles. Une autre roche beaucoup plus cohérente a été exploitée à petite échelle pour la construction de quelques maisons, encore visible près du site et près de l'église. Cette exploitation se termina dans le troisième tiers du XIXe siècle.
Pendant des siècles, les grottes ont servi d'entrepôt pour le matériel agricole des villageois. Elles ont également servi d'abri pour la population pendant les guerres.
Autour  des  Caves, il y a la légende du bandit Pierre Colon, un brigand notoire qui terrorisait la région entre 1750 et 1769 et utilisa le dédale sombre des grottes pour échapper à la justice[réf. souhaitée]. Lui et sa femme furent condamnés à mort et exécutés le 22 avril 1769.
Pendant la Terreur (1793-1797), des religieux se sont réfugiés dans les grottes. Certains venaient de l’abbaye de Boneffe. Ils ont sculpté deux autels : d’une part dans la salle appelée chapelle du Saint-Esprit, ainsi nommée parce qu’on a taillé dans la paroi des figures symbolisant la Trinité ; d’autre part, dans une galerie en cul-de-sac.

## Description
Les parois de cette mine sont couvertes de traces de coups de pic qui sont le témoin du labeur des mineurs. Une rampe d'accès mène actuellement à l'entrée de la grotte située à une profondeur de 13 m. Les grottes s'étendent sur environ six hectares et descendent jusqu'à 18 m de profondeur. Des éboulements ont obstrué plusieurs galeries.
Les galeries forment un véritable labyrinthe creusé en voûte formé de multiples ramifications. Le tout basé sur une charpente de piliers de tuffeau extraordinairement bien équilibrés afin d'assurer la sécurité des travailleurs.
Une évacuation des eaux de la nappe phréatique atteinte lors du creusement des galeries évite l'inondation des lieux. Ce ruisselet souterrain parcourt quelques dizaines de mètres dans les galeries avant d’aller se jeter dans la Petite Gette. Son parcours est inconnu en amont. À certains endroits, la teinte foncée du bas de la paroi indique la présence de la craie indurée que certains pensent par erreur être due à la présence de l'eau, il s'agit en fait d'un phénomène purement géologique.

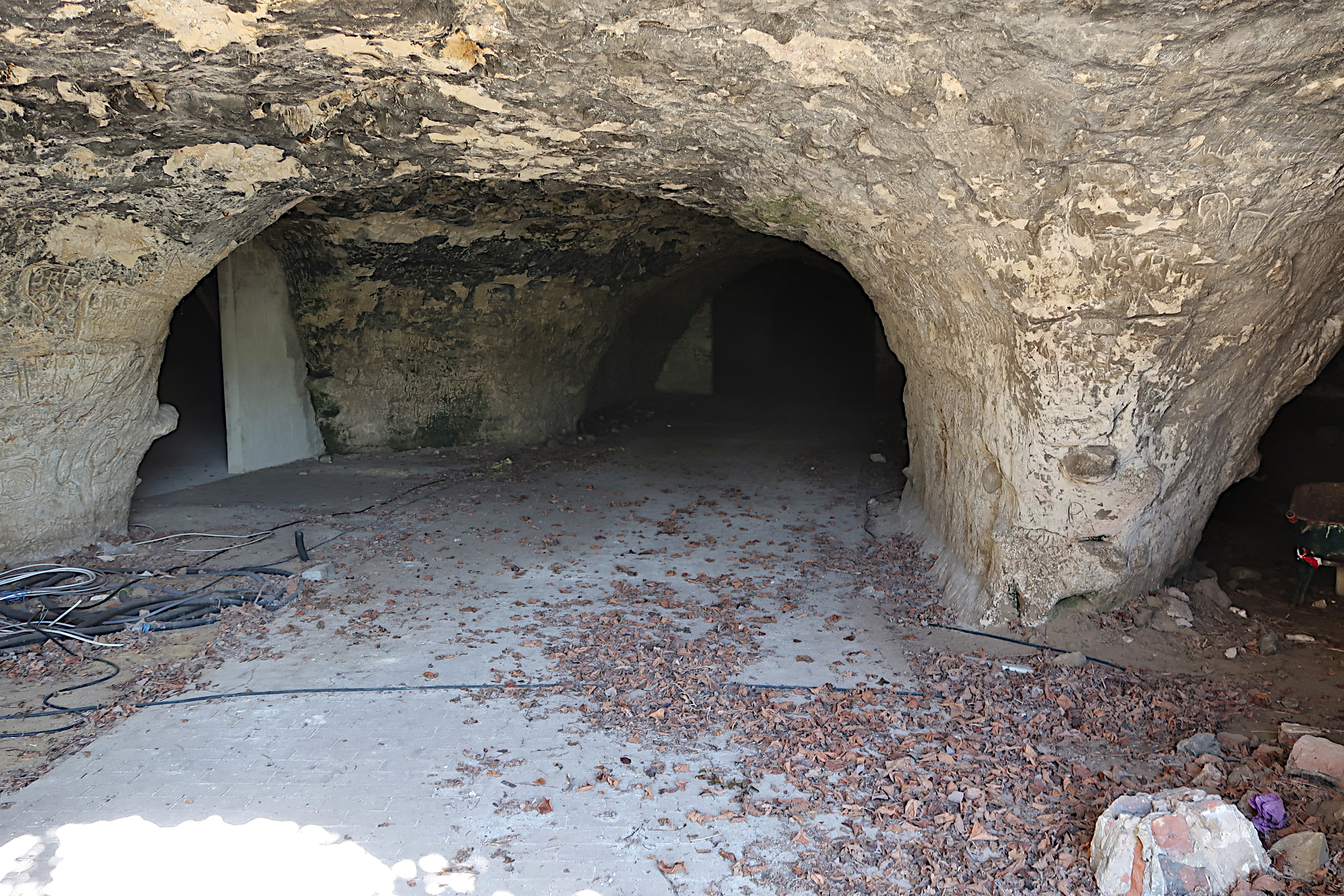
Entrée de Cave Bodart
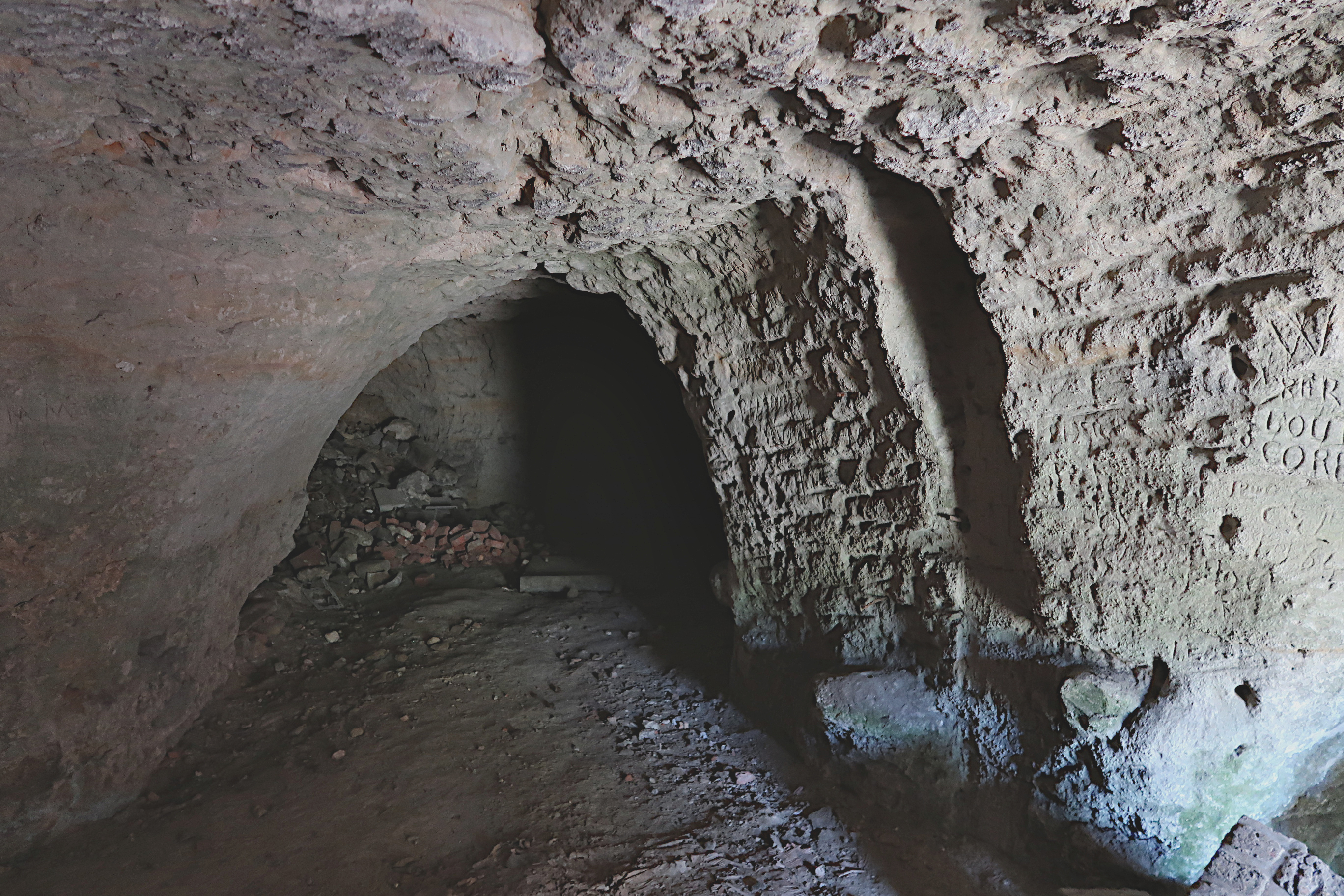
Cave Bodart
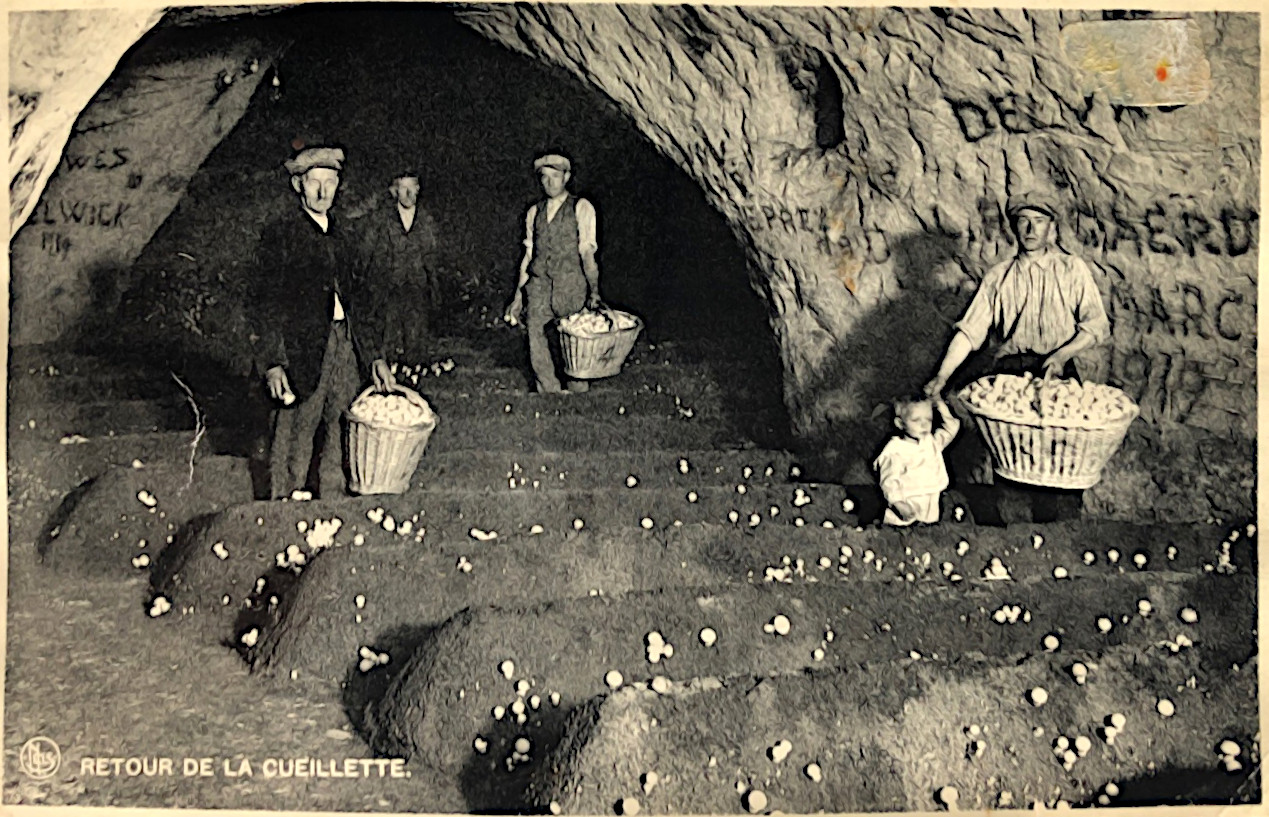
La culture des champignons dans le passé

## Faune et protection
Le site est maintenant devenu un gîte d'hivernage pour une population de chauves-souris, pas moins de six espèces y ont été recensées. La population est surtout concentrée dans la partie non accessible au public. Cette partie non accessible pour des raisons de sécurité pourrait devenir utilement une réserve naturelle souterraine. Le site classé fait partie du réseau Natura 2000.

## Tourisme
Grâce à l'équipement électrique, on a aujourd'hui une belle vue d'ensemble de ces grottes qui servirent encore, à partir de 1886, de champignonnière dont l'organisation était calquée sur celles existant à Paris. En 1948, on produisait encore 180 kg de champignons par jour.
Actuellement cette production n'est plus qu'anecdotique et permet d'expliquer aux visiteurs les particularités de la culture de ce mycète.